# کلمبوس سیتی (آیووا)
کلمبوس سیتی (به انگلیسی: Columbus City) شهری در ایالت آیووا کشور ایالات متحده آمریکا است که جمعیت آن در سرشماری سال ۲۰۱۰ میلادی، ۳۹۱ نفر بوده‌است.